# Agrochola ciliata
Agrochola ciliata là một loài bướm đêm trong họ Noctuidae.